# Villeneuve-sur-Vère
 Villeneuve-sur-Vère là một xã thuộc tỉnh Tar trong vùng Occitanie ở phía nam nước Pháp. Xã này nằm ở khu vực có độ cao trung bình 227 mét trên mực nước biển.
Thị trấn nằm ở tả ngạn sông Vère, sông chảy theo hướng tây qua thị trấn.